# Emil Perška
Emil Perška (en serbe cyrillique : serbe : Емил Першка) (né à Zagreb en 1897 et mort en mai 1945 dans la même ville) est un footballeur yougoslave.
Il joue une grande partie de sa carrière au HŠK Građanski Zagreb, avec qui il remporte trois championnats de Yougoslavie et participe à trois olympiades avec la Yougoslavie.

## Biographie
Il est recherché après la Première Guerre mondiale pour désertion. Il s'échappe à Vienne, puis après avoir signé un contrat avec Građanski, retourne dans son pays.
Il est appelé pour disputer les JO 1920, qui constitue le premier tournoi international dans lequel la Yougoslavie participe. Il reçoit sa première sélection le 28 août 1920 contre la Tchécoslovaquie (défaite 7-0). Après le tournoi, il signe avec le club parisien de CA Sports Généraux puis revient à Građanski.
Durant les années 1920, Perška aide Građanski à remporter trois championnats yougoslaves (1923, 1926 et 1928) et il se voit appelé en sélection nationale pour les JO 1924 et JO 1928, bien qu'il ne dispute aucun match en 1928. Au total, il est sélectionné à quatorze reprises pour deux buts inscrits. Il prend sa retraite internationale en 1929.
Après sa carrière de joueur, Perška travaille comme journaliste et comme historien du sport. Il soutient le mouvement Oustachis durant la Seconde Guerre mondiale. Il est assassiné par des partisans yougoslaves en mai 1945 à Zagreb (tout comme les footballeurs Dragutin Babić et Slavko Pavletić).